# Povilas Gylys

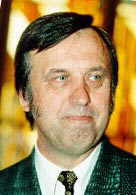
Povilas Gylys

Povilas Gylys (*  14. Februar 1948 in Didžiokai, Rajongemeinde Molėtai) ist ein litauischer Wirtschaftswissenschaftler, Professor und Politiker,  Mitglied des Seimas.

## Leben
Nach dem Schulbesuch ab 1954 und Abitur 1965 an der Mittelschule Molėtai absolvierte Gylys von 1965 bis 1969 das Studium der Industrieplanung an der Vilniaus universitetas und lehrte von 1969 bis 1989 die Politische Ökonomie an der Wirtschaftsfakultät, von 1989 bis 1992 leitete er den Lehrstuhl für Produktionsmanagement und internationale Wirtschaftsbeziehungen, ab 2000 den Lehrstuhl für Theoretische Wirtschaft.
Von 1990 bis 2000 war er Mitglied von Lietuvos demokratinė darbo partija, seit 2012 Drąsos kelias.
Von 1992 bis 2000 war er und seit 2012 ist er Mitglied im Seimas, von 1992 bis 1996 war er Außenminister von Litauen.
| Vorgänger            | Amt                              | Nachfolger         |
| -------------------- | -------------------------------- | ------------------ |
| − Algirdas Saudargas | Außenminister Litauens 1992–1996 | Algirdas Saudargas |